# Championnat d'Afrique du Sud de football 2005-2006
Navigation
Saison précédente Saison suivante
La saison 2005-2006 du Championnat d'Afrique du Sud de football est la dixième édition du championnat de première division en Afrique du Sud. Les seize meilleurs clubs du pays sont regroupés au sein d'une poule unique, où ils s'affrontent deux fois au cours de la saison, à domicile et à l'extérieur. À l'issue du championnat, le dernier du classement est relégué tandis que l'avant-dernier dispute un barrage de promotion-relégation avec les équipes de National First Division, la deuxième division sud-africaine, classées entre la 2e et la 4e place.
C'est le club de Mamelodi Sundowns qui remporte le championnat cette saison, après avoir terminé en tête du classement final, avec trois points d'avance sur les Orlando Pirates FC et sept sur le double tenant du titre, les Kaizer Chiefs FC. C'est le quatrième titre de champion d'Afrique du Sud de l'histoire du club.

## Les 16 clubs participants
| - Tembisa Classic - Promu de National First Division - Kaizer Chiefs - Orlando Pirates FC - Silver Stars - Bush Bucks - Mamelodi Sundowns - Jomo Cosmos - Ajax Cape Town | - Supersport United - Bloemfontein Celtic - Moroka Swallows - Free State Stars - Promu de National First Division - Lamontville Golden Arrows - Black Leopards - Engen Santos - Dynamos FC |

## Compétition

### Classement
Le barème utilisé pour établir le classement est le suivant :
- Victoire : 3 points
- Match nul : 1 point
- Défaite : 0 point

| Rang | Équipe              | Pts | J  | G  | N  | P  | Bp | Bc | Diff |
| ---- | ------------------- | --- | -- | -- | -- | -- | -- | -- | ---- |
| 1    | Mamelodi Sundowns   | 57  | 30 | 16 | 9  | 5  | 45 | 19 | +26  |
| 2    | Orlando Pirates FC  | 54  | 30 | 14 | 12 | 4  | 39 | 24 | +15  |
| 3    | Kaizer Chiefs T C   | 50  | 30 | 12 | 14 | 4  | 39 | 26 | +13  |
| 4    | Moroka Swallows     | 46  | 30 | 12 | 10 | 8  | 39 | 33 | +6   |
| 5    | Silver Stars        | 42  | 30 | 11 | 9  | 10 | 34 | 32 | +2   |
| 6    | Golden Arrows       | 40  | 30 | 9  | 13 | 8  | 32 | 28 | +4   |
| 7    | Supersport United   | 40  | 30 | 10 | 10 | 10 | 43 | 41 | +2   |
| 8    | Engen Santos        | 38  | 30 | 7  | 17 | 6  | 35 | 32 | +3   |
| 9    | Jomo Cosmos         | 38  | 30 | 10 | 8  | 12 | 31 | 32 | -1   |
| 10   | Bloemfontein Celtic | 37  | 30 | 9  | 10 | 11 | 35 | 37 | -2   |
| 11   | Ajax Cape Town      | 35  | 30 | 8  | 11 | 11 | 40 | 42 | -2   |
| 12   | Black Leopards      | 34  | 30 | 9  | 7  | 14 | 31 | 39 | -8   |
| 13   | Dynamos FC          | 31  | 30 | 7  | 10 | 13 | 24 | 38 | -14  |
| 14   | Tembisa Classic P   | 30  | 30 | 7  | 9  | 14 | 23 | 37 | -14  |
| 15   | Bush Bucks          | 30  | 30 | 6  | 12 | 12 | 25 | 48 | -23  |
| 16   | Free State Stars P  | 29  | 30 | 4  | 17 | 9  | 34 | 41 | -7   |

|  | Qualification pour la Ligue des champions 2007                                                    |
|  | Participation au barrage de promotion-relégation                                                  |
|  | Relégation directe en National First Division                                                     |
|  | T Tenant du titre C : Vainqueur de la Coupe d'Afrique du Sud P : Promu de National First Division |

## Matchs

### Barrage de promotion-relégation
Le 15e de Premier Soccer League affronte en barrage de promotion-relégation trois équipes de deuxième division qui ont terminé entre la 2e et la 4e place de leur championnat. Seul le vainqueur de ce barrage se maintient ou accède en première division.
|  | Demi-finales                       | Demi-finales            | Demi-finales |                       |   | Finale | Finale | Finale |  |
|  |                                    |                         |              |                       |   |        |        |        |  |
|  | 13 et 27 mai 2006                  |                         |              |                       |   |        |        |        |  |
|  |                                    |                         |              |                       |   |        |        |        |  |
|  | Benoni Premier United (4e de D2)   | 3                       | 1            |                       |   |        |        |        |  |
|  | Benoni Premier United (4e de D2)   | 3                       | 1            | 3 et 11 juin 2006     |   |        |        |        |  |
|  | City Pillars (2e de D2)            | 1                       | 0            |                       |   |        |        |        |  |
|  | City Pillars (2e de D2)            | 1                       | 0            | Benoni Premier United | 0 | 1      |        |        |  |
|  | 14 et 28 mai 2006                  |                         |              | Benoni Premier United | 0 | 1      |        |        |  |
|  |                                    | Vasco da Gama Cape Town | 0            | 0                     |   |        |        |        |  |
|  | Bush Bucks (15e de PSL)            | Vasco da Gama Cape Town | 0            | 0                     | 0 | 1      |        |        |  |
|  | Bush Bucks (15e de PSL)            |                         |              |                       | 0 | 1      |        |        |  |
|  | Vasco da Gama Cape Town (3e de D2) | 2                       | 2            |                       |   |        |        |        |  |

## Bilan de la saison
| Championnat d'Afrique du Sud de football 2005-2006 |                              |
| Champion                                           | Mamelodi Sundowns (2e titre) |
| Coupes et trophées                                 |                              |
| Vainqueur de la Coupe d'Afrique du Sud 2005-2006   | Kaizer Chiefs                |
| Qualifications continentales                       |                              |
| Ligue des champions 2007                           | Mamelodi Sundowns            |
| Coupe de la confédération 2007                     | Aucun                        |
| Promotions et relégations                          |                              |
| Promus en Premier Soccer League                    | Benoni Premier United        |
| Promus en Premier Soccer League                    | Bidvest Wits                 |
| Relégués en National First Division                | Bush Bucks                   |
| Relégués en National First Division                | Free State Stars             |